# Phosphosiderit
Phosphosiderit ist ein eher selten vorkommendes Mineral aus der Mineralklasse der „Phosphate, Arsenate und Vanadate“ mit der chemischen Zusammensetzung Fe3+[PO4]·2H2O und ist damit ein wasserhaltiges Eisen(III)-phosphat. 
Er kristallisiert im monoklinen Kristallsystem und entwickelt taflige Kristalle und Durchdringungszwillinge mit einer Größe von bis zu 2,5 cm, kommt aber auch in Form faseriger, radialstrahliger, traubiger oder nierenförmiger Mineral-Aggregate vor. Sie sind in verschiedenen Rot- und Gelbtönen gefärbt, wobei ein Pleochroismus auftritt. Die durchsichtigen bis durchscheinenden Kristalle können je nach Fremdbeimengung von rötlichvioletter (purpur), pfirsichblütenroter, gelboranger oder moosgrüner Farbe sein und zeigen auf den Oberflächen einen glas- bis harzartigen Glanz.
Mit einer Mohshärte von 3,5 bis 4 gehört Phosphosiderit zu den mittelharten Mineralen und lässt sich etwas leichter als das Referenzmineral Fluorit (Mohshärte 4) mit einem Taschenmesser ritzen.

## Etymologie und Geschichte
Das Mineral wurde 1858 von Alfred Des Cloizeaux entdeckt. Er hielt es jedoch für Hureaulith. Seinen bis heute gültigen Namen Phosphosiderit erhielt das Mineral 1890 von Wilhelm Bruhns und Karl Busz. Die Bezeichnung leitet sich von „Phospho-“ für Phosphor und „-sider-“ für gr. Sideros (= Eisen).
Im Jahr 1910 entdeckte Alfred Lacroix Vilateit, was sich als Varietät von Phosphosiderit herausstellte. 1940 beschrieb Duncan McConnell Clinobarrandit, was sich als Phosphosiderit erwies. Der Name Metastrengit wurde 1951 von Clifford Frondel, Harry Berman und Charles Palache in ihrer 7. Ausgabe des Dana System of Mineralogy eingeführt, da Phosphosiderit eine Alternativmodifikation zu Strengit ist.
Phosphosiderit war bereits lange vor der Gründung der International Mineralogical Association (IMA) bekannt und als eigenständige Mineralart anerkannt. Damit hätte Phosphosiderit theoretisch den Status eines grandfathered Mineral. In der 1967 erfolgten Publikation der IMA: Commission on new minerals and mineral names wurde allerdings einstimmig beschlossen, dass nur der Name Phosphosiderit offiziell gültig ist und nicht die Synonyme Metastrengit, Clinostrengit oder Klinostrengit. Da dies automatisch eine nachträgliche Ankerkennung für den Phosphosiderit bedeutete, wird das Mineral seitdem in der „Liste der Minerale und Mineralnamen“ der IMA unter der Summenanerkennung „IMA 1967 s.p.“ (special procedure) geführt. Die seit 2021 ebenfalls von der IMA/CNMNC anerkannte Kurzbezeichnung (auch Mineral-Symbol) von MineralName lautet „Phsd“.

## Klassifikation
Bereits in der veralteten 8. Auflage der Mineralsystematik nach Strunz gehörte der Phosphosiderit zur Mineralklasse der „Phosphate, Arsenate und Vanadate“ und dort zur Abteilung „Wasserhaltige Phosphate, Arsenate und Vanadate ohne fremde Anionen“, wo er gemeinsam mit Kolbeckit und Metavariscit in der „Klinovariscit-Reihe“ mit der Systemnummer VII/C.05a steht.
Im zuletzt 2018 überarbeiteten „Lapis-Mineralienverzeichnis“, das sich im Aufbau noch nach der alten Form der Systematik von Karl Hugo Strunz richtet, erhielt das Mineral die System- und Mineralnummer VII/C.09-020. In der „Lapis-Systematik“ entspricht dies ebenfalls der Abteilung „Wasserhaltige Phosphate, ohne fremde Anionen“, wo Phosphosiderit zusammen mit Kolbeckit, Koninckit, Malhmoodit, Mansfieldit, Metavariscit, Paraskorodit, Skorodit, Strengit, Variscit und Yanomamit die „Variscitgruppe“ mit der Systemnummer VII/C.09 bildet.
Auch die von der International Mineralogical Association (IMA) zuletzt 2009 aktualisierte 9. Auflage der Strunz’schen Mineralsystematik ordnet den Phosphosiderit in die Abteilung „Phosphate usw. ohne zusätzliche Anionen; mit H2O“ ein. Diese ist allerdings weiter unterteilt nach der relativen Größe der beteiligten Kationen und dem Stoffmengenverhältnis vom Phosphat-, Arsenat- beziehungsweise Vanadatkomplex (RO4) zum Kristallwassergehalt (H2O), so dass das Mineral entsprechend seiner Zusammensetzung in der Unterabteilung „Mit ausschließlich mittelgroßen Kationen; RO4 : H2O = 1 : 2“ zu finden ist, wo es zusammen mit Kolbeckit und Metavariscit die „Metavariscitgruppe“ mit der Systemnummer 8.CD.05 bildet.
In der vorwiegend im englischen Sprachraum gebräuchlichen Systematik der Minerale nach Dana hat Phosphosiderit die System- und Mineralnummer 40.04.03.02. Dies entspricht ebenfalls der Klasse der „Phosphate, Arsenate und Vanadate“ und dort der Abteilung „Wasserhaltige Phosphate etc.“. Hier findet er sich innerhalb der Unterabteilung „Wasserhaltige Phosphate etc., mit A3+XO4 × x(H2O)“ in der „Metavariscitgruppe“, in der auch Metavariscit und Kolbeckit eingeordnet sind.

## Kristallstruktur
Phosphosiderit kristallisiert isotyp zu Metavariscit monoklin in der Raumgruppe P21/n (Raumgruppen-Nr. 14, Stellung 2) mit den Gitterparametern a = 5,33 Å, b = 9,80 Å, c = 8,71 Å und ß = 90,5° sowie vier Formeleinheiten pro Elementarzelle.
Die Phosphatgruppe ([PO4]3−) bildet tetraedische Einheiten von vierfach koordinierten Phosphoratomen. Die Eisenatome sind ebenfalls vierfach koordiniert. Bindungen bestehen nur zwischen Eisen und Sauerstoff sowie Phosphor und Sauerstoff. In der Theorie müssten jetzt sowohl die Eisenatome als auch die Phosphoratome in der Oxidationsstufe +4 sein, die reale Elektronenverteilung ist allerdings so, dass Phosphor fünffach positiv ist, und Eisen dafür nur dreifach. Die Kristallwassermoleküle befinden sich bei in einem größeren Hohlraum, der einmal pro Elementarzelle entsteht und von Eisen, Phosphor und Sauerstoff umspannt ist.

## Modifikationen und Varietäten
Die Verbindung Fe3+[PO4]·2H2O ist dimorph und kommt in der Natur neben dem monoklin kristallisierenden Phosphosiderit noch als orthorhombisch kristallisierender Strengit vor.
Als Vilateit wird eine manganreiche Varietät von Phosphosiderit bezeichnet.

## Bildung und Fundorte
Phosphosiderit bildet sich als Sekundärmineral zu Triphylin in Pegmatitgesteinen. Er ist vergesellschaftet mit Triphylin, Barbosalith, Leukophosphit, Laueit, Hureaulith, Strengit und Türkis.
Als eher selten vorkommende Mineralbildung kann Phosphosiderit an verschiedenen Fundorten zum Teil zwar reichlich vorhanden sein, insgesamt ist er aber wenig verbreitet. Weltweit sind bisher rund 200 Vorkommen dokumentiert (Stand 2024).
Die Typlokalität (Stelle der Erstbeschreibung) von Phosphosiderit liegt in Deutschland in der Kalterborn Mine, Eiserfeld, Siegerland, Nordrhein-Westfalen. Andere Fundorte in Deutschland gibt es in Oberwolfach im Schwarzwald (Baden-Württemberg). In Bayern gibt es einige weitere Fundorte. In Niederbayern gibt es einen Fundort in Rabenstein (Gemeinde Zwiesel), in der Oberpfalz, welche in Auerbach, Pleystein, Plößberg, Waidhaus und Waldmünchen. In Hessen gibt es nur einen Fundort, dieser liegt in Essershausen, Marktfleck Weilmünster, Landkreis Limburg-Weilburg. In Nordrhein-Westfalen gibt es außer der Typlokalität noch zwei Fundorte im Sauerland (in Arnsberg und Meschede), zudem gibt es nahe der Typlokalität in Eiserfeld noch einen weiteren Fundort (Eisenzecher Zug Mine). Ein weiterer deutscher Fundort befindet sich in Schleswig-Holstein in Joldelund, Kreis Nordfriesland.
In Österreich gibt es einen bekannten Fundort. Dieser liegt in der Steiermark in Herzogberg (Gemeinde Kindberg) im Gebirgszug Koralpe.
In der Schweiz gibt es einen Fundort im Kanton Tessin in Brissago.
Weitere Fundorte gibt es in Argentinien, Australien, Belgien, Brasilien, China, Finnland, Frankreich, Irland, Italien, Japan, Kamerun, Kanada, Kolumbien, Libyen, Madagaskar, Marokko, Portugal, Russland, Ruanda, Spanien, Schweden, Südafrika, Tschechien, Ungarn, dem Vereinigten Königreich und den US-Bundesstaaten Alabama, Arizona, Arkansas, Kalifornien, Colorado, Florida, Georgia, Indiana, Maine, Maryland, Nevada, New Hampshire, New Jersey, North Carolina, South Dakota, Utah, Virginia und Wisconsin.

## Verwendung  als Schmuckstein
Phosphosiderit hat als Schmuckstein für den kommerziellen Gebrauch nur geringe Bedeutung, da er mit seiner geringen Mohshärte von 3,5 bis 4 eigentlich zu weich ist und schnell verkratzen würde. In Form von Trommelsteinen, Cabochons oder Kugelperlen wird er jedoch gelegentlich zu verschiedenen Schmuckstücken verarbeitet.